# オリンパス事件
オリンパス事件（オリンパスじけん）とは、オリンパス株式会社が巨額の損失を「飛ばし」という手法で、損益を10年以上の長期にわたって隠し続けた末に負債を粉飾決算で処理した事件である。
2011年（平成23年）7月、雑誌FACTAの調査報道によるスクープとイギリス人社長の早期解任を契機に発覚し、大きな注目を集めた。株価は急落し会長らは辞任、オリンパスは上場廃止の瀬戸際に立つことになった。

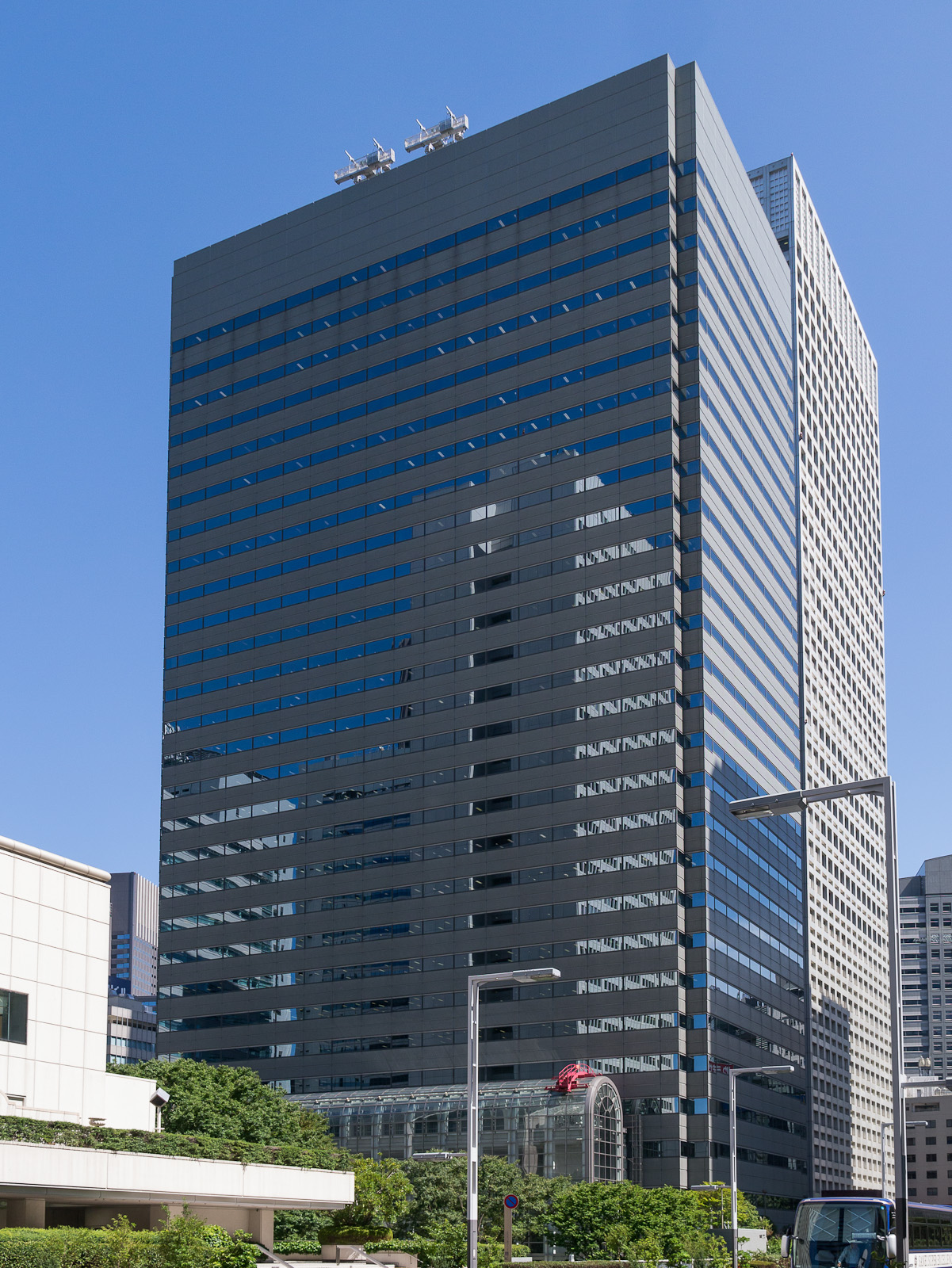
本社がある新宿モノリスビル（東京・西新宿）

## 概要
オリンパスが過去のM&A（企業買収・合併）において、不透明な取引と会計処理を行っていたことが、2011年（平成23年）7月、雑誌『月刊FACTA』の2011年8月号の調査報道で報じられた。
2011年（平成23年）4月にオリンパス社長に就任したイギリス人経営者マイケル・ウッドフォードは、この企業買収の問題を調査し、同年10月、一連の不透明で高額な企業買収により会社と株主に損害を与えたとして、菊川剛会長および森久志副社長の引責辞任を促した。ところが、その直後に開かれた取締役会で、ウッドフォードは社長職を解任される。この取締役会ではウッドフォードの発言・議決権行使は許可されず、解任は全員賛成で決定した。
後任には菊川が「代表取締役会長兼社長執行役員」として社長に就任。ウッドフォードは事の経緯を公表し、その異常な企業買収と会計処理の実態に東京証券取引所の株価は急落した。菊川は10月26日付で「代表権」と「会長兼社長執行役員」の役職を返上することとなった。
2011年（平成23年）11月、オリンパスは、弁護士と公認会計士から構成される第三者委員会を設置し、さらに「損失計上先送り」を公式に認めた。11月24日付で菊川は取締役を辞任した。
オリンパスは、バブル崩壊時に多額の損失を出したが、歴代の会社首脳はそれを知りつつ、公表していなかった。例を見ない大変な長期にわたる「損失隠し」だった。
2012年（平成24年）7月6日、オリンパス粉飾決算問題で「有限責任あずさ監査法人」と「新日本有限責任監査法人」に対して、金融庁が業務改善命令を下した。オリンパスの監査は2009年3月期までがあずさ、その後は新日本が担当していた。 金融庁は、両法人間の引き継ぎについて、「監査で把握された問題点が的確に引き継がれていなかった」と指摘した。あずさに対しては、オリンパスが損失隠しに利用した巨額の買収案件について、 監査チームとは別のメンバーがチェックする「上級審査」の対象にしなかった点も問題視した。

## 経緯

### 不透明なM&Aの報道
オリンパスが過去のM&Aにおいて不透明な取引と会計処理を行っていたことが2011年に発行された日本の総合情報誌 『月刊FACTA』の2011年8月号で初めて報じられ、同10月号でも続報された。
それによると、2008年（平成20年）に行われたイギリスの医療機器メーカーであるジャイラス・グループ（Gyrus Group）買収の際に、ケイマン諸島に登記されていた野村證券OBの佐川肇が設立した投資ファンド「AXAMインベストメント」に対し、ジャイラス買収額（2,117億円=9億3,500万UKポンド）の32%に相当する、総額687億円（=6億8,700万米ドル）ものジャイラス優先株買取代金等が支払われていた。AXAMはオリンパスからの最後の支払い後に、ケイマン諸島において会社として休眠状態となった。
さらに、2006年（平成18年）から2008年にかけて、野村證券OBの横尾宣政が設立した投資助言会社「グローバル・カンパニー」を通じて、アルティス（資源リサイクル）やヒューマラボ（化粧品・健康食品販売）およびニューズシェフ（電子レンジ調理容器製造）などの、本業とは関連の薄い売上高数億円の国内3社を総額734億円で買収しながら、2009年3月期決算にて約557億円の減損処理を行っていた。
2011年（平成23年）4月1日付けでオリンパス欧州法人社長から本社であるオリンパスの社長執行役員に就任し、同年6月29日に代表取締役社長及び社長執行役員・COOに就任していたマイケル・ウッドフォードは、『月刊FACTA』の記事によってこの事実を知り、独自に会計事務所プライスウォーターハウスクーパース（PwC）に調査を依頼した。PwCの報告書では、AXAMの所有者が不明であること、AXAMからのジャイラス優先株買取りには事前の取締役会決議や法律家の審査がなく、当時の社長菊川剛、副社長森久志、常勤監査役山田秀雄ら一部幹部の稟議のみで決定されたことなど、コーポレート・ガバナンス上の多くの不審点が報告された。
同年9月29日にウッドフォードは、一連の不透明で高額なM&Aにより会社と株主に損害を与えたとして、菊川会長および森久志副社長の引責辞任を求め、10月1日付でウッドフォード自身が社長兼CEOに就任して全権を掌握した。しかしウッドフォードはこれに手を緩めることなく、10月11日に会長辞任を促す書簡（PwCのレポートを含むA4用紙13枚の電子メール）を送り、両者の対立は決定的になる。

### 社長の電撃解任
しかし、その3日後の10月14日に開かれた取締役会において、「独断的な経営を行い、他の取締役と乖離が生じた」として、ウッドフォードは社長就任から半年、10月1日のCEO兼務からは2週間しか経ていないにもかかわらず、解任され（後任の代表取締役会社長は菊川）、同日午前9時30分付で発表された。
ウッドフォードはフィナンシャル・タイムズ紙に対し、自身の解任が過去の不透明な取引を調査したことが原因であるとして、一連の経緯とともにPwCの報告書、会長および副社長の辞任を求める書簡などを告発するとともに、イギリスにおける金融犯罪の捜査機関である重大不正捜査局（SFO）にジャイラス買収に関する資料を提出し、刑事捜査するように促した。
当初「経営の方向性で乖離が生じたため」と解任の理由を説明していたオリンパスは、PwCの報告書は推測と憶測に基づくもので、問題となっている一連の買収手続は外部会計事務所と監査役会の承認を得た適正なものであると反論し、ウッドフォードがメディアに社内の機密情報を情報漏洩したことについて、民事訴訟などの法的措置を含めた対応を検討していると反発していた。

### 株価の急落と社長の再交代
しかし、告発された一連の取引は、膨大な額であるだけでなく、その内容が明らかに常軌を逸するものであったため、ウッドフォードの解任発表および同氏の告発の報道直後からオリンパスの株価は急落、10月20日の東京証券取引所の終値は1,321円となり、13日の終値2,482円から1週間で半値近くまで値下がりした。
一連の報道を受けて、日本国内外の市場関係者からは企業統治の不透明さに対する非難が相次ぎ、オリンパスの株価はさらに下落、10月26日には一連の報道と株価低迷の責任を取るとして、菊川は代表取締役会長兼社長を辞任し、高山修一が代表取締役社長に就任した。このころには、市場やマスコミ報道では、有価証券報告書における虚偽記載などの有無が取り沙汰されることとなった。
M&Aの会計処理に虚偽記載の事実が認められれば、金融商品取引法上の違法行為にあたり、課徴金処分などの対象となるほか、虚偽が組織的であり悪質性も高い場合には、証券取引等監視委員会による刑事告発の対象となることから、問題は深刻さを増していった。

### 長年の損失先送りの公表
11月1日、過去の買収に関して不正ないし不適切な行為、または妥当でない経営判断が行われることがなかったかどうかを調査するため、弁護士と公認会計士から構成される第三者委員会が設置された。この第三者委員会による調査の過程で、1990年代以降、有価証券投資により発生した損失の隠蔽が続けられ、その補填のために当該買収が実施されたことが明らかとなり、11月8日、会社は記者会見を開きこれを公表した。会社は損失の隠蔽に関与した取締役副社長の森を解任し、常勤監査役の山田も辞任の意向を示した。11月10日、菊川・森・山田は、第三者委員会による聴取に対し、損失隠しに関与していたことを認めた。
東京地方検察庁特別捜査部などは11月21日、菊川剛前社長らによる金融商品取引法違反の疑いが強まったとして、合同で関係先二十数カ所を一斉に家宅捜索した。

### 東証上場廃止の危機
11月10日、上半期中間決算を法定期限である「11月14日までに提出できない」ことが発表され、東京証券取引所はオリンパスを『監理銘柄』に指定した。12月14日までに提出できない場合には上場廃止が確定し、また提出したとしても損失隠しが重大で悪質な虚偽と認定されれば『上場廃止』になるという状態に陥った。オリンパスは「2011年9月期」中間決算を12月14日発表し、ひとまず上場廃止を免れた。その後、2012年1月22日、東京証券取引所はオリンパス株式の上場を維持し、企業統治に問題があることを示す「特設注意市場銘柄」に指定して、今後の経営体質の改善状況を監視すると発表した。。

### オリンパスの「財テク」
報道機関による関係者への取材では、オリンパスの「財テク」は「社長直轄」であり、「内容を知る者はごく一部に限られ」「平成10年から、山田秀雄元監査役と森久志元副社長が中心となって投資による損失を移し替える「飛ばし」と呼ばれる不正が行われ」「損失の受け皿になるファンドを海外に設立するなど、直接、損失隠しに関わった」。その後「イギリス企業の買収に際し、巨額の買収先企業の優先株買取代金等を支払ったように見せかけて632億円を捻出」、外部の関係者が「2006年（平成18年）〜2008年（平成20年）の国内ベンチャー3社の高額買収に深く関与」、国内3社の買収費を水増しすることを提案して716億円を捻出し、いずれもオリンパスの損失解消に使われ」「こうしたさまざまな工作の報酬や手数料として、オリンパスからは、証券会社元社員などの外部関係者に合わせて150億円が支払われた」とされている。

### 刑事捜査
2012年2月16日、東京地検特捜部と警視庁捜査二課が強制捜査に着手。特捜部は、オリンパスの菊川前社長（元会長）、森前副社長、前常勤監査役、証券会社の元取締役の4名を、警視庁捜査二課が、投資会社の社長、取締役、元取締役の3名を、金融商品取引法違反（有価証券報告書虚偽記載罪）でそれぞれ逮捕した。また、投資会社の社長と取締役については、損失隠しに使った会社への出資金名目で約3億4,800万円を知人の会社からだまし取った詐欺罪で起訴された。
同年12月20日、アメリカ連邦捜査局（FBI）が、オリンパス幹部の指示で「飛ばし」に関わり報酬を得た容疑で、シンガポール在住の台湾人を逮捕した。
2013年6月11日、東京地検特捜部は投資会社の社長ら3人を組織犯罪処罰法違反（犯罪収益隠匿）の疑いで再逮捕した。
2015年10月23日、東京地検特捜部はアメリカ合衆国に在住していた投資助言会社元代表を、金融商品取引法違反（有価証券報告書の虚偽記載）幇助罪などで在宅起訴した。

### 刑事裁判
2013年7月、東京地方裁判所は前社長菊川剛に懲役3年執行猶予5年（求刑：懲役5年）、副社長森久志に懲役3年執行猶予5年（求刑：懲役4年6か月）、山田秀雄前常勤監査役に懲役2年6か月執行猶予4年（求刑：懲役4年）、法人であるオリンパスに罰金7億円（求刑：罰金10億円）の判決を言い渡した。
2014年12月、東京地裁は指南役の元証券会社社員に対し、検察官が主張して居た金融商品取引法違反の共同共謀正犯の罪ではなく、幇助の罪にとどまることを認定し、懲役1年6か月、執行猶予3年、罰金700万円（求刑:：懲役3年、罰金1,000万円）の判決を言い渡した。
2015年2月、アメリカ証券取引委員会（SEC）は、損失隠しに関わった米国在住の指南役に対し、証券業界で働くことを禁止される代わりに事件の調査に協力したとして、司法取引に応じて刑罰が科されないことが判明した。
2015年7月、東京地裁は指南役の元証券会社社員ら3人に対し、検察官が主張していた金融商品取引法違反の共同共謀正犯の罪ではなく、幇助の罪にとどまることを認定する一方で、2人については詐欺罪、また3人については組織犯罪処罰法違反を認定し、懲役4年、罰金1000万円（求刑：懲役6年、罰金1,200万円）、懲役3年、罰金600万円（求刑：懲役5年、罰金800万円）、懲役2年、執行猶予4年、罰金400万円（求刑：懲役3年、罰金600万円）の有罪判決を言い渡した。

### 民事訴訟
一連の問題で損失を被ったとして、オリンパスの株主（個人9人、法人2社）が、損害賠償を求め大阪地方裁判所に民事訴訟を提起。2015年（平成27年）7月21日に同地裁は株主らの訴えを認め（一部認容）、オリンパスに対し計約2,100万円の支払いを命じる判決を言い渡した。
オリンパスと株主が、損失隠しをした旧経営陣に損害賠償を求めた株主代表訴訟で、東京地方裁判所は旧経営陣16人に対して、総額約590億円をオリンパスに支払うよう命じる判決を言い渡した。2019年5月16日に東京高等裁判所で行われた控訴審では一審判決の一部を取り消し、菊川元社長と森元副社長、山田元監査役の3人の賠償責任を認め、賠償金約594億円の支払いを命じた。2020年10月22日には最高裁判所でオリンパスと株主側、旧経営陣側の双方の上告を退ける決定をし、二審判決が確定した。
オリンパスが元証券会社役員2人に損害賠償を求めた訴訟の判決で、東京地裁は2019年8月22日、請求通り5億円の支払いを命じた。。

## 事件名について
この事件はさまざまな呼び方が存在する。以下はその例である。
- 「オリンパス損失隠し事件」[39]
- 「オリンパスの損失計上先送り」[5][4]
- 「オリンパスの粉飾決算事件」[40]
- 「オリンパス不正経理事件」[41]
- 「オリンパス事件」[42][43][44]

なお、オリンパス光学事件は別時期別種の補償金請求事件である。

## ドキュメンタリー
- "1.7 Billion Dollar Fraud: Full Exposure" BBC「Storyville」シリーズ第18回 2015年3月2日放映